# Corynoptera prosospina
Corynoptera prosospina är en tvåvingeart som beskrevs av Werner Mohrig och Jaschhof 1999. Corynoptera prosospina ingår i släktet Corynoptera och familjen sorgmyggor. Inga underarter finns listade i Catalogue of Life.